# Yves Le Roy

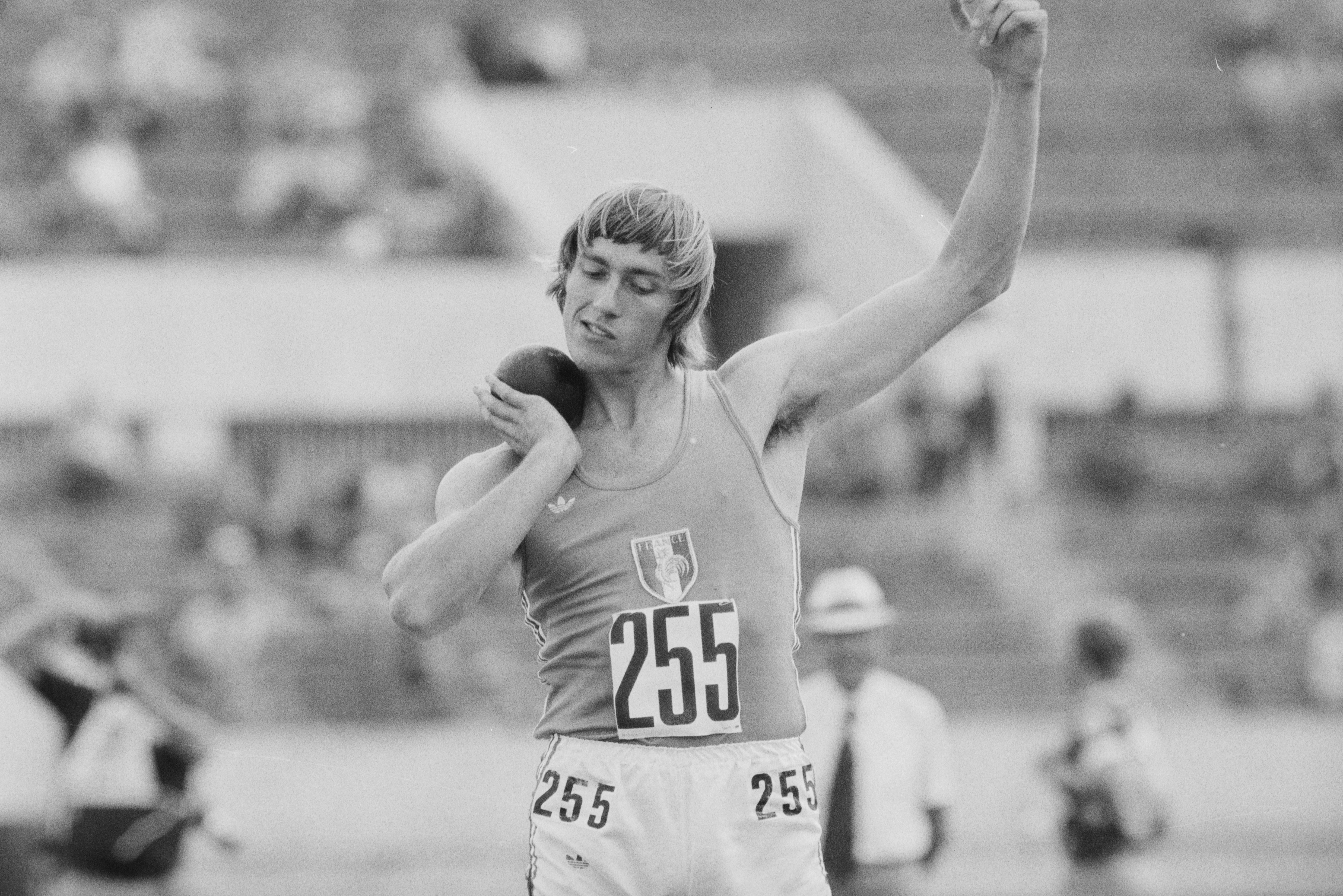
Yves Le Roy bei den Europameisterschaften 1974

Yves Le Roy (* 23. Februar 1951 in Paris) ist ein ehemaliger französischer Leichtathlet. Er gewann eine Silbermedaille bei Europameisterschaften.

## Sportliche Karriere
Der 1,91 Meter große Le Roy startete für den US Métro in Paris. Er gewann von 1971 bis 1974 viermal die französische Meisterschaft im Zehnkampf; 1977, 1978 und 1981 folgten weitere Meistertitel.
Bei den Junioreneuropameisterschaften 1970 in Paris belegte Le Roy den fünften Platz mit 6788 Punkten. 1971 trat Le Roy erstmals bei Internationalen Meisterschaften in der Erwachsenenklasse an. Bei den Europameisterschaften in Helsinki erreichte er mit 7453 Punkten den 13. Platz. Bei den Olympischen Spielen 1972 in München kam Yves Le Roy auf 7625 Punkte und wurde Zwölfter. 1974 bei den Europameisterschaften in Rom lieferte Yves Le Roy den besten Zehnkampf seiner Karriere. Mit 8146 Punkten hatte er 60 Punkte Rückstand auf den polnischen Europameister Ryszard Skowronek und 14 Punkte Vorsprung vor dem drittplatzierten Deutschen Guido Kratschmer. Bei den Olympischen Spielen 1976 in Montreal trat Le Roy nicht zu seinem Zehnkampf an. 1978 bei den Europameisterschaften in Prag erreichte Le Roy mit 7780 Punkten den zehnten Rang und lag damit einen Platz vor seinem Landsmann Thierry Dubois.